# حالة عشق
حالة عشق مسلسل تلفزيوني مصري عرض في رمضان 1436هـ/2015 م.

## قصة المسلسل
تدور أحداث المسلسل حول ملك مذيعة ناجحة تربطها علاقة حب مع زميلها طارق، وتبدأ ظاهرة الرعب وتتطور المشاكل بينهما بسبب اختفائها المستمر لتظهر في إحدى المرات منتحرة بقطع شرايين يدها ليشك بها في بعض المرات وإطار غريب بذكاء «ملك» لتتوالى الأحداث ويتبين أنها مصابة بانفصام في الشخصية يجعلها تتقمص دور شقيقتها «عشق» بٱستمرار وغموض من صغرها.

## بطولة
- مي عز الدين: ملك/عشق
- بوسي: ليلى والدة ملك
- حازم سمير: طارق زوج ملك
- كريم فهمي: اسر خطيب عشق
- روجينا: فريدة اخت اسر
- سامح الصريطي: عاصم والد ملك
- راندا البحيري: دعاء حبيبة مازن
- رامز امير: مازن أخو ملك
- سهر الصايغ: بلبلة
- مي عمر: عزة
- أحمد عبد المجيد (ممثل):بلال